# Hybodus acutus
A espécie Hybodus acutus foi originalmente erigida por Louis Agassiz a partir de um único fragmento de espinho dorsal pertencente, ao tempo, à colecção de Sir Phil. Egerton. O espécime foi recolhido nas argilas do Jurássico Superior de Kimmeridge, mais precisamente na colina de Shotover, perto de Oxford.

## Caracterização e diagnose

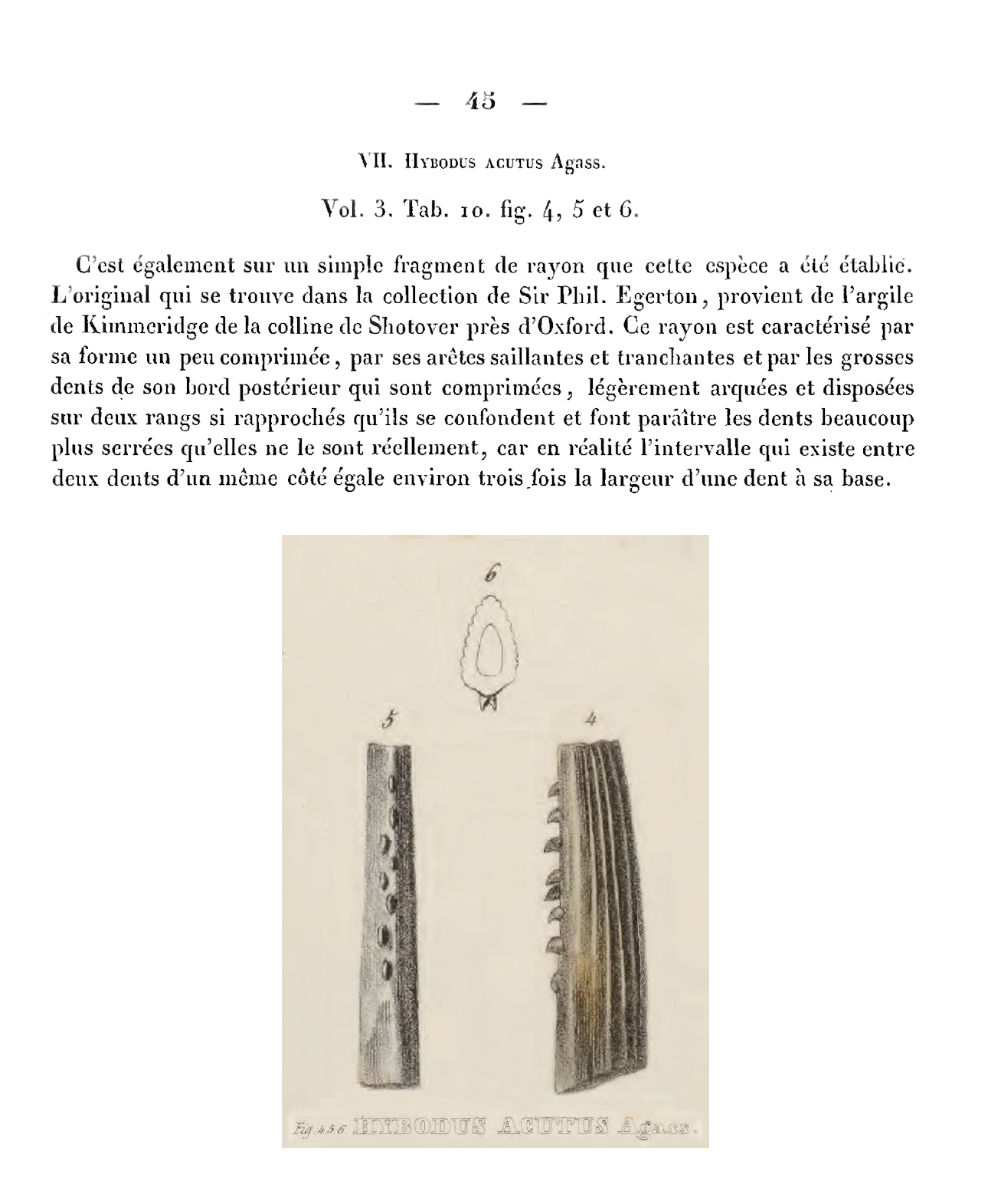
Reprodução da gravura original do holótipo publicada em 1837 incluindo o texto com a sua diagnose.

Segundo o autor, este fragmento de espinho tem forma um pouco comprimida em corte de secção, arestas bem salientes, isto para além dos distintos dentículos comprimidos no seu bordo posterior, os quais são arqueados e dispostos em duas fileiras que de tão aproximadas se confundem em vista lateral, os dentículos aparentam estar bastante mais juntos do que estão na verdade sendo o intervalo existente entre dois dentículos da mesma fileira correspondente à largura da base de cada um vezes três.
O espécime sujeito a estudo fazia parte, aquando a sua publicação, do catálogo da colecção de Lord Cole e Sir Philip Grey Egerton, sendo este Membro da prestigiada Royal Sociaty(MRS). Posteriormente esta colecção foi transferida para o British Museum of Natural History.

Espinhos com estas características foram também reportados, mas não figurados, no Jurássico superior de França em Buolonnais por H.E.Sauvage, que os associou a dentes encontrados no mesmo local, estes não ilustrados, referindo-se a estes e no que toca aos das fileiras anteriores da boca ,como tendo uma cúspide central elevada, com estrias na base que quase atingem o seu ápice, já nos dentes posteriores assinal a presença de cúspides acessórias e até de uma "anterior", afirmando que a cúspide central seria menos esquia e mais romba. Este mesmo autor refere no virar do século, mas agora no Jurássico superior de Fumel (Lot-et-Garonne), um espinho que atribuiu a Hybodus acutus, limitando-se a assinalar inicialmente a sua presença,
 mas que  num trabalho posterior, e voltando a esta ocorrência, o descreveu com maior detalhe, isto além de atribuir à mesma espécie dentes achados em associação que também caracterizou e ilustrou
Ainda em França Gustave Lennier, descreveu três outros exemplares recolhidos no Cap de la Héve (Le Havre) localidade Bléville.

Já na Alemanha, e ainda no sec.XIX, Karl Frikle descreveu e ilustrou um espinho dorsal de 15,5 cm do jurássico superior de Hannover que atribuiu a esta mesma espécie.

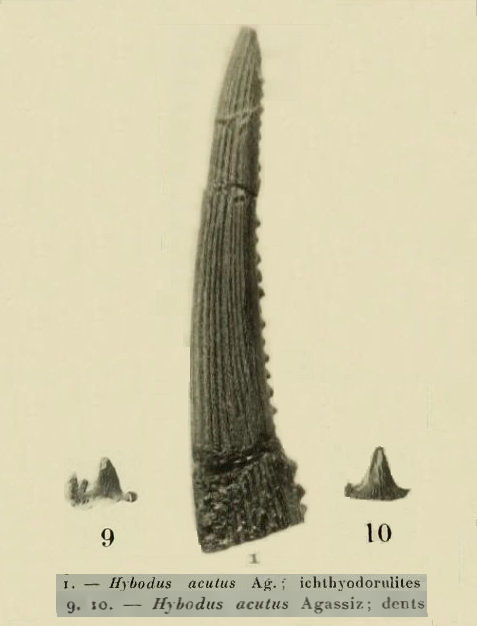
Espinho e dentes de Fumel, figurados por H.-E. Sauvage
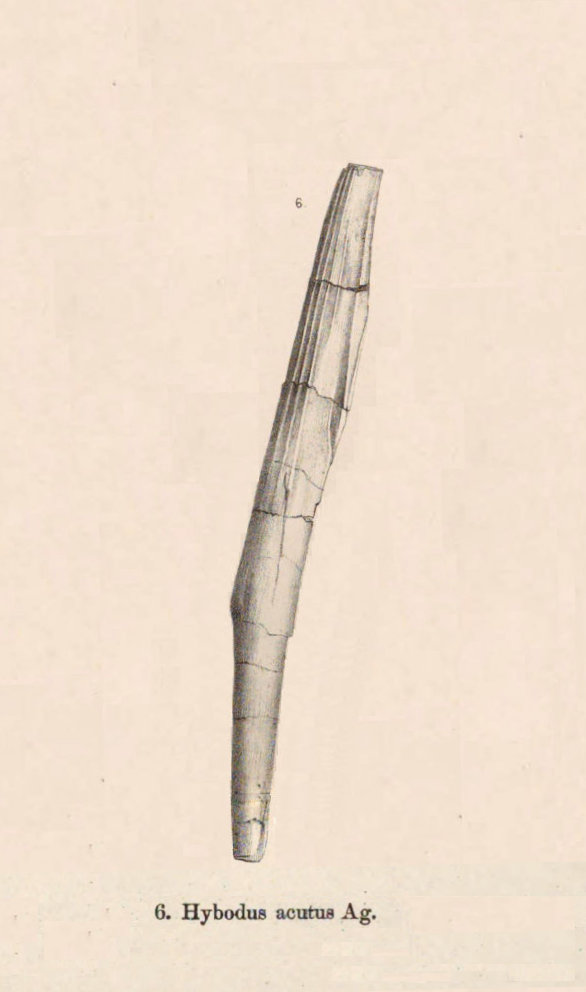
Espinho recolhido em Hannover e figurado por Karl Frikle
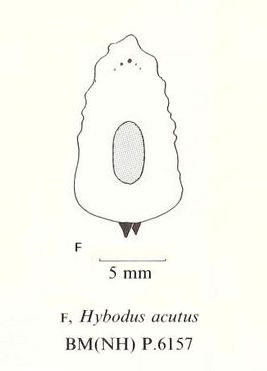
Espinho dorsal em secção figurado por G.J. Maisey
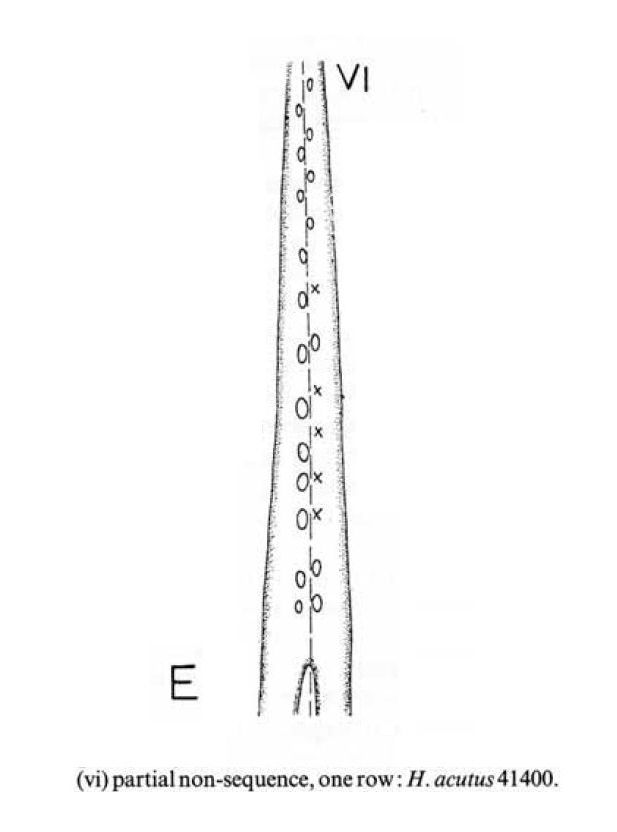
Distribuição anómala de dentículos em espinho fig. por O. Rieppel

## Localização de ocorrências
Hybodus acutus tem uma distribuição restrita à Europa e aparentemente unicamente ao Período/Época Jurássico Superior
| Período/Época      | Formação        | Localidade | País       | Continente |
| ------------------ | --------------- | ---------- | ---------- | ---------- |
| Jurássico Superior | Kimmeridge clay | Kimmeridge | Inglaterra | Europa     |
| Jurássico Superior | ?Formation      | Fumel      | França     | Europa     |
| Jurássico Superior | ?Formation      | Boulonnais | França     | Europa     |
| Jurássico Superior | ?Formation      | Bléville   | França     | Europa     |
| Jurássico Superior | ?Formation      | Hannover   | Alemanha   | Europa     |

### Espécimes em Instituições
British Museum of Natural History e Museum national d'Histoire naturelle of France:
| PV P 489 | PV P 2157 | PV P 2157a | PV P 6157a | PV P 6157d | PV OR 41400 | PV OR 40460 | PV OR 46461 | F.JRE70 |  |
| -------- | --------- | ---------- | ---------- | ---------- | ----------- | ----------- | ----------- | ------- |  |
|          |           |            |            |            |             |             |             |         |  |

## Status
A esta data e apesar da descrição estar unicamente apoiada em material escasso e fragmentário, sendo muito raramente citado na literatura mais actual, esta espécie é ainda considerada válida, aguardando-se no entanto uma profunda revisão de todo o género Hybodus que neste momento engloba inúmeras espécies nestas mesmas condições.
 O espécime holótipo encontra-se actualmente no Natural History Museum, como o n.º de catálogo BM(NH) PVP 489 (Egerton Coll.).
Mais recentemente, um exemplar assignado à mesma espécie, BM(NH) P6157, foi alvo de estudo comparativo, Rieppel (1982), de secções transversais com outros espinhos de diversos outros géneros portadores de espinhos dorsais. Maisey(1978), também estudou o espécime BM(NH) P41400 no seu trabalho sobre o crescimento e forma do espinhos dorsais dos Hibodontiformes